# Rhesus
 Denne artikel bør gennemlæses af en person med fagkendskab for at sikre den faglige korrekthed.
 Der er for få eller ingen kildehenvisninger i denne artikel, hvilket er et problem. Du kan hjælpe ved at angive troværdige kilder til de påstande, som fremføres i artiklen.

Rhesus-blodtypesystem er et blodtypesystem, der har betydning i forbindelse med blodtransfusion eller ved graviditet. I Danmark er 85% af befolkningen RhD-positive, det vil sige, at de udtrykker RhD på de røde blodlegemers overflade. RhD er det vigtigste blodtypeantigen i Rh-systemet. Øvrige antigener i Rh-systemet, som har klinisk betydning er E, e, C og c. Rh-systemet er meget komplekst og indeholder omkring 55 forskellige blodtypeantigener. Rh-systemet blev oprindeligt kaldt rhesus-systemet, da man troede at anti-D påvist i en en kvinde, der fik et dødfødt barn var identisk med et antistof påvist i en dyremodel, hvor kaniner og marsvin blev immuniseret med blod fra rhesusaber. Antistoffet fra dyremodellen blev senere identificeret som værende en del af et helt andet blodtypesystem, Landsteiner-Wiener systemet.

## Blodtransfusion og graviditet
I forbindelse med blodtransfusion eller graviditet kan en person, der er RhD negativ udvikle blodtypeantistoffer mod RhD. Antistoffet kaldes anti-D. I forbindelse med blodtransfusion vil det normalt blive sikret, at der kun gives RhD negativt blod til personer, som er RhD negative. Det gælder især for piger og for kvinder i den fødedygtige alder. Det sker med henblik på, at forhindre at RhD-negative kvinder danner anti-D. Anti-D kan under graviditet medføre svær blodmangel hos fosteret eller gulsot efter fødslen. Tilstanden benævnes hæmolytisk sygdom hos foster og nyfødt, og kan potentielt være meget alvorlig. For at forebygge dette har man siden slutningen af 1960'erne tilbudt RhD negative kvinder at de kan modtag Rh-profylakse i forbindelse med fødsel. Siden 2010 er Rh-profylakse også blevet tilbudt RhD-negative kvinder, der bærer et RhD positivt foster, at de kan modtage profylaksen før fødslen (antenatal profylakse).

## Arvelighed
Personer som er RhD positive ("rhesus positive") bærer genet RHD. RHD koder for et protein RHD, der sammen med et andet protein i Rh-systemet, CE-proteinet er lokaliseret i erytrocytoverflader som cirkelformede strukturer. De bidrager til at erytrocytten kan opretholde sin fysiologiske, bikonave form. Såfremt man er RhD negativ har man ikke RHD genet og RHD proteinet er fraværende i erytrocytoverfladen.

## Udbredelse
I Skandinavien er hyppigheden af at være RhD positiv ca. 85%. Den er noget højere hos afrikanere og meget høj (næsten 100%) hos asiater.